# Commedia degli equivoci
La commedia degli equivoci è una delle notevoli variazioni sullo schema consueto delle commedie latine. Per il teatro greco, e soprattutto per quello latino, era un espediente letterario e scenico con cui si designavano commedie caratterizzate da situazioni teatrali ricche di equivoci e confusione. Ne sono un esempio le commedie di Plauto come i Menecmi e l'Amphitruo. I testi basati sull'equivoco consentivano al lettore del tempo di seguire lo svolgersi dell'azione drammatica e la loro finalità era quella, allora come oggi, di suscitare il riso dello spettatore, in particolar modo attraverso le rappresentazioni teatrali seguite assiduamente dal pubblico dell'antica Roma. Uno degli esempi più comuni della commedia basata sull'equivoco è quello provocato dallo scambio di persona: in tale situazione si trovano ad agire, alternativamente, due personaggi, l'uno all'insaputa dell'altro.
Essa esercitò un forte influsso sulla tradizione comica successiva.
Oggi, per antonomasia, si accosta la commedia degli equivoci a Molto rumore per nulla e La commedia degli errori di William Shakespeare.